# Třída Lt. Remus Lepri
Třída Lt. Remus Lepri (jinak též třída DM24 či třída Musca) je třída oceánských minolovek Rumunského námořnictva. Celkem byly postaveny čtyři jednotky této třídy. Ve službě jsou od roku 1987. K roku 2019 byly všechny v aktivní službě.

## Stavba
Celkem byly postaveny čtyři jednotky této třídy. Jedná se o domácí rumunskou konstrukci. Postavila je rumunská loděnice Şantierul 2 Mai v Mangalii.
Jednotky třídy Lt. Remus Lepri:
| Jméno | Založení kýlu | Spuštění na vodu | Vstup do služby  | Status                                                |
| ----- | ------------- | ---------------- | ---------------- | ----------------------------------------------------- |
| DM-24 | 1984          |                  | 23. dubna 1987   | Od srpna 1991 Locotenent Remus Lepri. Aktivní.        |
| DM-25 |               | srpen 1986       | 6. ledna 1989    | Od srpna 1991 Locotenent Lupu Dinescu. Aktivní.       |
| DM-29 | 1985          |                  | 7. prosince 1989 | Od srpna 1991 Locotenent Dimitrie Nicolescu. Aktivní. |
| DM-30 |               |                  | 7. prosince 1989 | Od srpna 1991 Sublocotenent Alexadru Axente. Aktivní. |

## Konstrukce
Výzbroj představují dva 30mm dvoukanóny AK-230, čtyři čtyřhlavňové 14,5mm kulomety, dva pětihlavňové vrhače raketových hlubinných pum RBU-1200, osm přenosných protiletadlových řízených střel Strela-2M a až padesát min. Nést mohou zařízení pro likvidaci kontaktních, magnetických a akustických min. Pohonný systém tvoří dva diesely o výkonu 4800 hp, pohánějící dva lodní šrouby. Nejvyšší rychlost dosahuje 17 uzlů.

## Služba

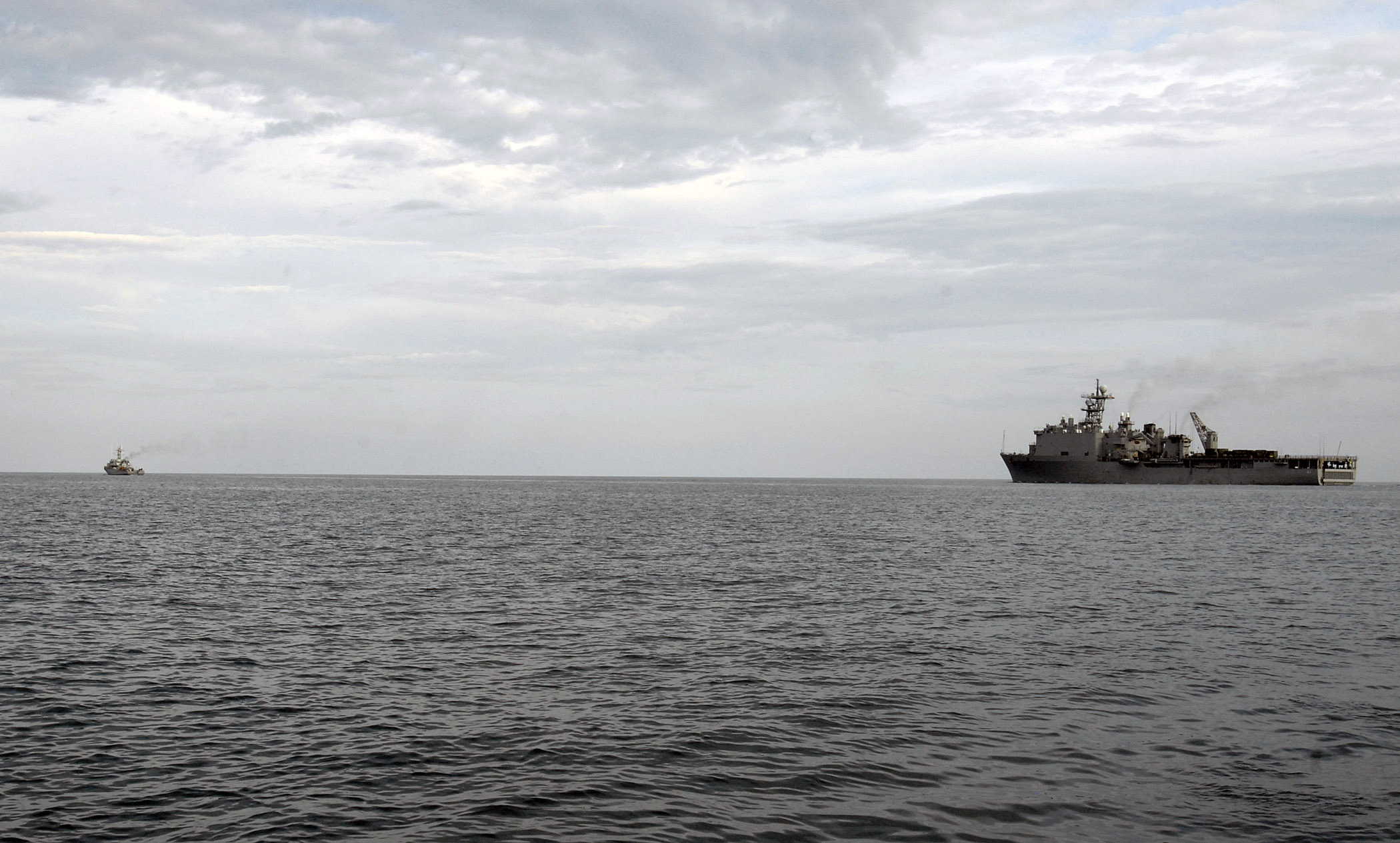
Locotenent Dimitrie Nicolescu (DM-29) a americká výsadková loď USS Whidbey Island v Černém moři

Dne 8. září 2022 byla minolovka Locotenent Dimitrie Nicolescu (DM-29) poškozena výbuchem miny, kterou se pokusila zlikvidovat po hlášení plavidla Falcon. Událost se stala v Černém moři, 46 kilometrů severovýchodně od přístavu Constanța. Výbuch poškodil záď nad čárou ponoru. Minolovka se do přístavu vrátila v doprovodu remorkérů Grozavul a Viteazu. Nikdo nebyl zraněn. Událost souvisí s ruskou invazí na Ukrajinu.